# FERET 데이터베이스
FERET 데이터베이스는 안면 인식 시스템 평가의 사실상 표준이다. 안면 인식 기술(FERET) 프로그램은 미국 방위고등연구계획국(DARPA)과 국립표준기술연구소(NIST)가 관리하고 있다. 안면상의 데이터베이스는 1993년 12월부터 1996년 8월 사이에 수집되었다. 2003년 DARPA에서 이들 안면상의 고해상도, 24비트 컬러 버전을 내놓았다. 시험된 데이터세트는 856명의 개인을 대표하는 2,413의 정지 안면상을 포함한다.
FERET 프로그램은 조지 메이슨 대학교의 알고리즘 개발자 해리 웩슬러 박사가 이 데이터베이스의 수집을 감독하도록 선택된 것과 별개로 수집되는 대량의 안면상 데이터베이스를 수립하기 시작했다. 데이터베이스 수집은 웩슬러 박사와 필립스 박사의 공동 노력이었다.